# Alan Gregov
Alan Gregov (Zadar, 1. travnja 1970.), hrvatski košarkaš, bivši hrvatski reprezentativac.
Igrao je na položaju beka, na mjestu organizatora igre.
Igrao je '80-ih i '90-ih.
Kao član reprezentacije 1992. godine dobitnik je Državne nagrade za šport "Franjo Bučar".

## Igračka karijera

### Klupska karijera
Klupsku karijeru počeo je u KK Zadar, gdje je igrao u sezoni 1993./1994. Naredne sezone prelazi u KK Cibona i ostaje tamo do 1998. i prelaska u poljski Anwil Wroclawek, gdje je igrao samo jednu sezonu. Još jednu sezonu ostaje u Poljskoj, ali ovaj put igra za "Zepter". Sezonu 2000./2001. igra u KK Split, pa opet odlazi u Poljsku i igra prvo za Prokom Trefl, a potom i za Idea-Slask. Karijeru je okončao igravši za grčke klubove: Aris i Apollon.
Tri puta je bio prvak Hrvatske s Cibonom (1996. – 1998.), a jednom prvak Poljske s Zepterom (2000.). S Arisom je 2003. godine bio pobjednik FIBA kupa.

### Reprezentativna karijera
Za hrvatsku reprezentaciju je igrao u razdoblju od 1992. – 1995. godine. Osvojio je 4 odličja.

## Vanjske poveznice
- Životopis na www.eurobasket.com